# Petunjungan (Bulakamba)
Petunjungan is een bestuurslaag in het regentschap Brebes van de provincie Midden-Java, Indonesië. Petunjungan telt 9400 inwoners (volkstelling 2010).